# Martinet menut canyella
El martinet menut canyella (Botaurus cinnamomeus; syn: Ixobrychus cinnamomeus) és una espècie d'ocell de la família dels ardèids (Ardeidae) que habita pantans, aiguamolls, canyars i camps negats del nord del Pakistan, l'Índia, el Nepal, Sri Lanka, sud de la Xina, Hainan, Sud-est Asiàtic, illes Maldives, Andaman i Nicobar, Bali i Lombok, Filipines, Taiwan i les illes Ryukyu.

## Taxonomia
El martinet menut canyella anteriorment estava classificat en el gènere Ixobrychus. Però un estudi filogenètic molecular de la família dels ardèids publicat el 2023 va trobar que Ixobrychus era parafilètic i per crear gèneres monofilètics, Ixobrychus es va fusionar amb el gènere Botaurus que havia estat introduït el 1819 pel naturalista anglès James Francis Stephens.